# Nummer 1-hits in de Billboard Best Sellers Chart in 1956
Deze hits stonden in 1956 op nummer 1 in Billboards Best Sellers In Stores hitlijst.
| Datum        | Artiest              | Titel                              |
| ------------ | -------------------- | ---------------------------------- |
| 7 januari    | Tennessee Ernie Ford | Sixteen tons                       |
| 14 januari   | Dean Martin          | Memories are made of this          |
| 21 januari   | Dean Martin          | Memories are made of this          |
| 28 januari   | Dean Martin          | Memories are made of this          |
| 4 februari   | Dean Martin          | Memories are made of this          |
| 11 februari  | Dean Martin          | Memories are made of this          |
| 18 februari  | Kay Starr            | Rock and roll waltz                |
| 25 februari  | Nelson Riddle        | Lisbon antigua                     |
| 3 maart      | Nelson Riddle        | Lisbon antigua                     |
| 10 maart     | Nelson Riddle        | Lisbon antigua                     |
| 17 maart     | Nelson Riddle        | Lisbon antigua                     |
| 24 maart     | Les Baxter           | Poor people of Paris               |
| 31 maart     | Les Baxter           | Poor people of Paris               |
| 7 april      | Les Baxter           | Poor people of Paris               |
| 14 april     | Les Baxter           | Poor people of Paris               |
| 21 april     | Elvis Presley        | Heartbreak hotel                   |
| 28 april     | Elvis Presley        | Heartbreak hotel                   |
| 5 mei        | Elvis Presley        | Heartbreak hotel                   |
| 12 mei       | Elvis Presley        | Heartbreak hotel                   |
| 19 mei       | Elvis Presley        | Heartbreak hotel                   |
| 26 mei       | Elvis Presley        | Heartbreak hotel                   |
| 2 juni       | Elvis Presley        | Heartbreak hotel                   |
| 9 juni       | Elvis Presley        | Heartbreak hotel                   |
| 16 juni      | Gogi Grant           | The wayward wind                   |
| 23 juni      | Gogi Grant           | The wayward wind                   |
| 30 juni      | Gogi Grant           | The wayward wind                   |
| 7 juli       | Gogi Grant           | The wayward wind                   |
| 14 juli      | Gogi Grant           | The wayward wind                   |
| 21 juli      | Gogi Grant           | The wayward wind                   |
| 28 juli      | Elvis Presley        | I want you, I need you, I love you |
| 4 augustus   | The Platters         | My prayer                          |
| 11 augustus  | The Platters         | My prayer                          |
| 18 augustus  | Elvis Presley        | Don't be cruel / Hound dog         |
| 25 augustus  | Elvis Presley        | Don't be cruel / Hound dog         |
| 1 september  | Elvis Presley        | Don't be cruel / Hound dog         |
| 8 september  | Elvis Presley        | Don't be cruel / Hound dog         |
| 15 september | Elvis Presley        | Don't be cruel / Hound dog         |
| 22 september | Elvis Presley        | Don't be cruel / Hound dog         |
| 29 september | Elvis Presley        | Don't be cruel / Hound dog         |
| 6 oktober    | Elvis Presley        | Don't be cruel / Hound dog         |
| 13 oktober   | Elvis Presley        | Don't be cruel / Hound dog         |
| 20 oktober   | Elvis Presley        | Don't be cruel / Hound dog         |
| 27 oktober   | Elvis Presley        | Don't be cruel / Hound dog         |
| 3 november   | Elvis Presley        | Love me tender                     |
| 10 november  | Elvis Presley        | Love me tender                     |
| 17 november  | Elvis Presley        | Love me tender                     |
| 24 november  | Elvis Presley        | Love me tender                     |
| 1 december   | Elvis Presley        | Love me tender                     |
| 8 december   | Guy Mitchell         | Singing the blues                  |
| 15 december  | Guy Mitchell         | Singing the blues                  |
| 22 december  | Guy Mitchell         | Singing the blues                  |
| 29 december  | Guy Mitchell         | Singing the blues                  |

1940 ·
1941 · 
1942 ·
1943 ·
1944 ·
1945 ·
1946 ·
1947 ·
1948 ·
1949 ·
1950 ·
1951 ·
1952 ·
1953 ·
1954 ·
1955 ·
1956 ·
1957 ·
1958 ·
1959 ·
1960 ·
1961 ·
1962 ·
1963 ·
1964 ·
1965 ·
1966 ·
1967 ·
1968 ·
1969 ·
1970 ·
1971 ·
1972 ·
1973 ·
1974 ·
1975 ·
1976 ·
1977 ·
1978 ·
1979 ·
1980 ·
1981 ·
1982 ·
1983 ·
1984 ·
1985 ·
1986 ·
1987 ·
1988 ·
1989 ·
1990 ·
1991 ·
1992 ·
1993 ·
1994 ·
1995 ·
1996 ·
1997 ·
1998 ·
1999 ·
2000 ·
2001 ·
2002 ·
2003 ·
2004 ·
2005 ·
2006 ·
2007 ·
2008 ·
2009 ·
2010 ·
2011 ·
2012 ·
2013 ·
2014 ·
2015 ·
2016 ·
2017 ·
2018 ·
2019 ·
2020 ·
2021 ·
2022 ·
2023
- Verenigd Koninkrijk
- Verenigde Staten (Best Sellers)